# Saison 1984-1985 du FC Nantes
Dernière mise à jour : 12 octobre 2014.
Chronologie
Saison précédente Saison suivante
La saison 1984-1985 du FC Nantes est la 42e saison de l'histoire du club nantais. Le club est engagé dans deux compétitions : la Division 1 (22e participation) et la Coupe de France (42e participation).

## Effectif et encadrement

### Transferts
| Nom                  | Nationalité | Poste     | Modalités | Provenance/Destination | Division                |
| -------------------- | ----------- | --------- | --------- | ---------------------- | ----------------------- |
| Arrivées             |             |           |           |                        |                         |
| Dominique Leclerc    | France      | Gardien   |           | FC Nantes rés.         | Division 3 - Ouest (D3) |
| Antoine Kombouaré    | France      | Défenseur |           | FC Nantes rés.         | Division 3 - Ouest (D3) |
| Laurent Obry         | France      | Défenseur |           | FC Nantes rés.         | Division 3 - Ouest (D3) |
| Fabien Debotté       | France      | Milieu    |           | FC Nantes rés.         | Division 3 - Ouest (D3) |
| Jean-Jacques Eydelie | France      | Milieu    |           | FC Nantes rés.         | Division 3 - Ouest (D3) |
| Víctor Ramos         | Argentine   | Attaquant |           | CA Newell's Old Boys   | Primera División (D1)   |
| Départs              |             |           |           |                        |                         |
| Patrice Rio          | France      | Défenseur |           | Stade rennais FC       | Division 2 - A (D2)     |
| Jean-Michel Labejof  | France      | Milieu    |           | FC Nantes rés.         | Division 3 - Ouest (D3) |
| Oscar Muller         | France      | Milieu    |           | Stade rennais FC       | Division 2 - A (D2)     |
| Gérard Buscher       | France      | Attaquant |           | Brest Armorique FC     | Division 1 (D1)         |
| Patrice Lecornu      | France      | Attaquant |           | AS Red Star 93         | Division 2 - A (D2)     |
| Fabrice Picot        | France      | Attaquant |           | AS Nancy-Lorraine      | Division 1 (D1)         |

## Compétitions

### Division 1
| Date              | Journée | Adversaire               | Lieu | Score | Buteurs du FC Nantes                         | Class. | Affluence |
| ----------------- | ------- | ------------------------ | ---- | ----- | -------------------------------------------- | ------ | --------- |
| 17 août 1984      | J01     | SC Toulon-Var            | Dom. | 3 - 1 | Baronchelli 57e 73e, Halilhodžić 86e         |        | 15.116    |
| 21 août 1984      | J02     | Olympique de Marseille   | Dom. | 3 - 0 | Halilhodžić 26e, Amisse 33e, Robert 78e      |        | 25.230    |
| 24 août 1984      | J03     | Brest Armorique FC       | Ext. | 2 - 4 | Ramos 80e, Robert 82e                        |        | 13.708    |
| 28 août 1984      | J04     | Paris Saint-Germain FC   | Dom. | 2 - 0 | J. Touré 47e, Amisse 69e                     |        | 29.905    |
| 31 août 1984      | J05     | FC Girondins de Bordeaux | Ext. | 1 - 2 | Amisse 47e                                   |        | 26.724    |
| 8 septembre 1984  | J06     | SEC Bastia               | Dom. | 3 - 0 | Halilhodžić 55e, Ayache 72e, Baronchelli 83e |        | 13.479    |
| 14 septembre 1984 | J07     | FC Tours                 | Ext. | 1 - 0 | Bibard 63e                                   |        | 15.000    |
| 22 septembre 1984 | J08     | AJ Auxerre               | Dom. | 2 - 1 | Halilhodžić 41e, Boli 46e (csc)              |        | 28.867    |
| 25 septembre 1984 | J09     | FC Metz                  | Ext. | 1 - 1 | Ramos 10e                                    |        | 10.388    |
| 28 septembre 1984 | J10     | RC Lens                  | Dom. | 2 - 0 | Halilhodžić 2e 21e                           |        | 13.641    |
| 5 octobre 1984    | J11     | FC Sochaux-Montbéliard   | Ext. | 1 - 0 | Halilhodžić 73e                              |        | 4.500     |
| 16 octobre 1984   | J12     | FC Rouen                 | Dom. | 2 - 1 | Halilhodžić 33e 64e                          |        | 10.009    |
| 20 octobre 1984   | J13     | RC Paris                 | Ext. | 2 - 1 | Halilhodžić 9e 43e                           |        | 16.728    |
| 26 octobre 1984   | J14     | RC Strasbourg            | Dom. | 2 - 2 | Robert 25e, Halilhodžić 34e                  |        | 13.500    |
| 2 novembre 1984   | J15     | Stade lavallois          | Ext. | 1 - 0 | Halilhodžić 48e                              |        | 19.255    |
| 9 novembre 1984   | J16     | AS Monaco FC             | Dom. | 1 - 0 | Halilhodžić 58e                              |        | 25.000    |
| 13 novembre 1984  | J17     | Toulouse FC              | Ext. | 3 - 1 | J. Touré 30e, Halilhodžić 58e 70e            |        | 13.828    |
| 24 novembre 1984  | J18     | AS Nancy-Lorraine        | Dom. | 2 - 1 | Ramos 29e, Halilhodžić 35e                   |        | 21.347    |
| 1er décembre 1984 | J19     | Lille OSC                | Ext. | 1 - 1 | Ramos 74e                                    |        | 12.237    |
| 14 décembre 1984  | J20     | Olympique de Marseille   | Ext. | 2 - 0 | Ramos 17e, Halilhodžić 76e                   |        | 24.956    |
| 21 décembre 1984  | J21     | Brest Armorique FC       | Dom. | 0 - 2 | -                                            |        | 19.178    |
| 26 janvier 1985   | J23     | FC Girondins de Bordeaux | Dom. | 0 - 1 | -                                            |        | 44.285    |
| 2 février 1985    | J24     | SEC Bastia               | Ext. | 1 - 1 | Halilhodžić 23e                              |        | 3.000     |
| 16 février 1985   | J25     | FC Tours                 | Dom. | 4 - 0 | Ramos 18e, Halilhodžić 26e 51e, Amisse 63e   |        | 7.500     |
| 24 février 1985   | J26     | AJ Auxerre               | Ext. | 0 - 1 | -                                            |        | 13.463    |
| 1er mars 1985     | J27     | FC Metz                  | Dom. | 1 - 0 | Amisse 5e                                    |        | 11.141    |
| 5 mars 1985       | J22     | Paris Saint-Germain FC   | Ext. | 3 - 2 | Ramos 47e, Halilhodžić 58e 79e               |        | 26.015    |
| 15 mars 1985      | J28     | RC Lens                  | Ext. | 1 - 0 | Halilhodžić 68e                              |        | 20.537    |
| 22 mars 1985      | J29     | FC Sochaux-Montbéliard   | Dom. | 1 - 1 | Halilhodžić 90e                              |        | 12.000    |
| 26 mars 1985      | J30     | FC Rouen                 | Ext. | 0 - 1 | -                                            |        | 9.813     |
| 6 avril 1985      | J31     | RC Paris                 | Dom. | 1 - 1 | Halilhodžić 29e                              |        | 7.935     |
| 12 avril 1985     | J32     | RC Strasbourg            | Ext. | 3 - 1 | J. Touré 32e 38e, Morice 87e                 |        | 10.000    |
| 19 avril 1985     | J33     | Stade lavallois          | Dom. | 2 - 0 | Poullain 46e, J. Touré 67e                   |        | 12.000    |
| 23 avril 1985     | J34     | AS Monaco FC             | Ext. | 1 - 1 | Amisse 36e                                   |        | 10.464    |
| 7 mai 1985        | J35     | Toulouse FC              | Dom. | 2 - 2 | J. Touré 65e, Ramos 85e                      |        | 8.000     |
| 14 mai 1985       | J36     | AS Nancy-Lorraine        | Ext. | 2 - 1 | Ramos 37e, Robert 59e                        |        | 6.500     |
| 24 mai 1985       | J37     | Lille OSC                | Dom. | 1 - 0 | Halilhodžić 88e                              |        | 7.000     |
| 28 mai 1985       | J38     | SC Toulon-Var            | Ext. | 2 - 1 | Eydelie 28e, Amisse 71e                      |        | 11.000    |

### Coupe de France
| Date                  | Tour                     | Adversaire             | Niveau                 | Lieu   | Score      | Buteurs du FCN                                                                     | Affluence |
| --------------------- | ------------------------ | ---------------------- | ---------------------- | ------ | ---------- | ---------------------------------------------------------------------------------- | --------- |
| Samedi 9 février 1985 | 1/32e de finale          | Chamois niortais       | D3 - Centre-Ouest (D3) | Neutre | 4 - 1 a.p. | Halilhodžić 72e 107e, Morice 95e; Ramos 106e                                       | 9.323     |
| Vendredi 8 mars 1985  | 1/16e de finale - aller  | FC Sète                | D2 - B (D2)            | Dom.   | 6 - 0      | Ramos 1re, Halilhodžić 18e 50e (pen.), Robert 76e, Morice 84e (pen.), J. Touré 88e | 5.000     |
| Mardi 12 mars 1985    | 1/16e de finale - retour | FC Sète                | D2 - B (D2)            | Ext.   | 2 - 1      | Ramos 70e, Bossis 71e                                                              | 2.515     |
| Mardi 9 avril 1985    | 1/8e de finale - aller   | Nîmes Olympique        | D2 - B (D2)            | Dom.   | 1 - 1      | Morice 44e                                                                         | 7.074     |
| Mardi 16 avril 1985   | 1/8e de finale - retour  | Nîmes Olympique        | D2 - B (D2)            | Ext.   | 2 - 1      | J. Touré 34e, Amisse 44e                                                           | 12.984    |
| Samedi 11 mai 1985    | 1/4 de finale - aller    | Paris Saint-Germain FC | D1                     | Ext.   | 0 - 1      | -                                                                                  | 37.000    |
| Vendredi 17 mai 1985  | 1/4 de finale - retour   | Paris Saint-Germain FC | D1                     | Dom.   | 0 - 1      | -                                                                                  | 35.000    |

### Coupe de la Ligue
| Date         | Tour | Adversaire         | Niveau      | Lieu | Score | Buteurs du FCN | Affluence | # |
| ------------ | ---- | ------------------ | ----------- | ---- | ----- | -------------- | --------- | - |
| juillet 1984 | J01  | Angers SCO         | D2 - A (D2) | Dom. | 0 - 0 | ?              | ?         | 1 |
| juillet 1984 | J02  | Brest Armorique FC | D1          | Ext. | 1 - 1 | ?              | ?         | 2 |
| juillet 1984 | J03  | EA Guingamp        | D2 - A (D2) | Dom. | 0 - 1 | ?              | ?         | 3 |
| juillet 1984 | J04  | Stade rennais FC   | D2 - A (D2) | Ext. | 0 - 1 | ?              | ?         | 4 |

## Statistiques

### Statistiques collectives
| Compétition     | Débute au tour  | Termine       | Matches joués | Gagnés | Nuls | Perdus | Buts pour | Buts contre | Différence |
| --------------- | --------------- | ------------- | ------------- | ------ | ---- | ------ | --------- | ----------- | ---------- |
| Division 1      | -               | 2e            | 38            | 24     | 8    | 6      | 62        | 32          | +30        |
| Coupe de France | 1/32e de finale | 1/4 de finale | 7             | 4      | 1    | 2      | 15        | 6           | +9         |
| Total           | -               | -             | 45            | 28     | 9    | 8      | 77        | 38          | +39        |

## Affluences
L'affluence à domicile du FC Nantes atteint un total :
- de 325 133 spectateurs en 19 rencontres de Division 1, soit une moyenne de 17 112/match.
- de 47 074 spectateurs en 3 rencontres de Coupe de France, soit une moyenne de 15 691/match.
- de 372 207 spectateurs en 22 rencontres toutes compétitions confondues, soit une moyenne de 16 919/match.

Affluence du FC Nantes à domicile